# Museu da Fundação do Partido
O Museu da Fundação do Partido é um museu localizado no Distrito Central de Pyongyang, Coreia do Norte, no lado sul do Monte Haebang. O edifício foi construído pelo governo da ocupação japonesa em 1923. Após seu retorno à Coreia após a Segunda Guerra Mundial, Kim Il-sung supostamente fundou o Partido dos Trabalhadores da Coreia neste prédio em 10 de outubro de 1945, e ali foram realizadas muitas das primeiras reuniões desse grupo. Assim, em outubro de 1970, foi transformado em um museu dedicado às suas façanhas. Perto dali, e também parte do museu, fica a modesta casa que ele habitou durante seus primeiros dias como presidente da Coreia do Norte.
O primeiro andar apresenta uma exposição de fotos e artefatos, enquanto o segundo andar é preservado em sua aparência histórica original. Uma sala de conferências, uma sala de estar e duas salas de escritório usadas por Kim Il-sung estão preservadas no edifício.